# Rio Negro (film)
Pour les articles homonymes, voir Río Negro.
Pour plus de détails, voir Fiche technique et Distribution.
Rio Negro est un  film franco-vénézuélien d'Atahualpa Lichy, sorti en 1990.

## Synopsis
En 1912, sur le territoire de Río Negro au Venezuela, l'arrivée de l'ambitieux gouverneur Osuna, délégué par le dictateur Juan Vicente Gómez, déclenche les hostilités du chef local Carrera qui règne en maître dans la région avec ses nombreux mercenaires. Le colonel Funes veut jouer les médiateurs, mais sa soif exacerbée de justice le conduit à mettre le pays à feu et à sang.  

## Fiche technique
- Titre original : Rio Negro
- Réalisation : Atahualpa Lichy
- Scénario : Joaquin Gonzalez, Eduardo de Gregorio, Antonio Larreta, Atahualpa Lichy, Diana Lichy et Manolo Matji d'après une histoire vraie
- Direction artistique : Gerald Rohmer
- Décors : Aureliano Alfonzo, Carlos Tikas
- Costumes : Eva Ivanyi
- Photographie : Mario García Joya
- Son : Jean-Louis Ughetto, Jean-Paul Loublier
- Montage : Jacqueline Meppiel
- Musique : Jose Maria Vitier, Sergio Vitier
- Chansons : écrites et composées par Rafael Salazar, Sergio Vitier, Diana Lichy
- Production : Jean-François Lepetit, Atahualpa Lichy
- Direction de production : Lidia Cordoba, Miguel Cardenas, Morelba Pacheco, Isabelle Fauvel, Delfina Catala
- Sociétés de production : ICAIC (Instituto Cubano de Arte e Industria Cinematográficos), TVE (Espagne), Flach Film (France), Yavita Films (Venezuela)
- Sociétés de distribution : Neuf de Cœur (France), Yavita Films (Venezuela), Pyramide Distribution (étranger)
- Pays de production :  France,  Venezuela
- Langues de tournage : espagnol, français
- Format : couleur — 35 mm — son monophonique
- Genre : historique, drame
- Durée : 115[1]↔123[2] minutes
- Dates de sortie :  1er janvier 1990[3],  28 août 1991
- (fr) Classifications CNC : tous publics, Art et Essai (visa d'exploitation no 66474 délivré le 16 juillet 1991)

## Distribution[4]
- Ángela Molina : Maria Fernanda Osuna
- Marie-José Nat : Madame Ginette
- Nathalie Nell : Juliette
- Fanny Bastien : Marie
- Daniel Alvarado : Osuna
- Frank Ramírez : le colonel Tomás Funes
- Javier Zapata : Gonzalito
- Asdrúbal Meléndez : Carrera

## Distinctions

### Récompenses
- Festival international du nouveau cinéma latino-américain de La Havane 1985 : prix Coral du meilleur scénario inédit
- Festival Biarritz Amérique Latine 1990 : prix de la première œuvre

### Sélections diverses
- Festival des films du monde 1990.
- Festival de Saint-Sébastien 1990.
- Festival international du film de Toronto 1990 (section Contemporary World Cinema).
- Festival du film de Londres 1990.
- Los Angeles Film Festival 1991 (American Film Institute).
- New York International Latino Film Festival 1991 : en compétition officielle

## Tournage

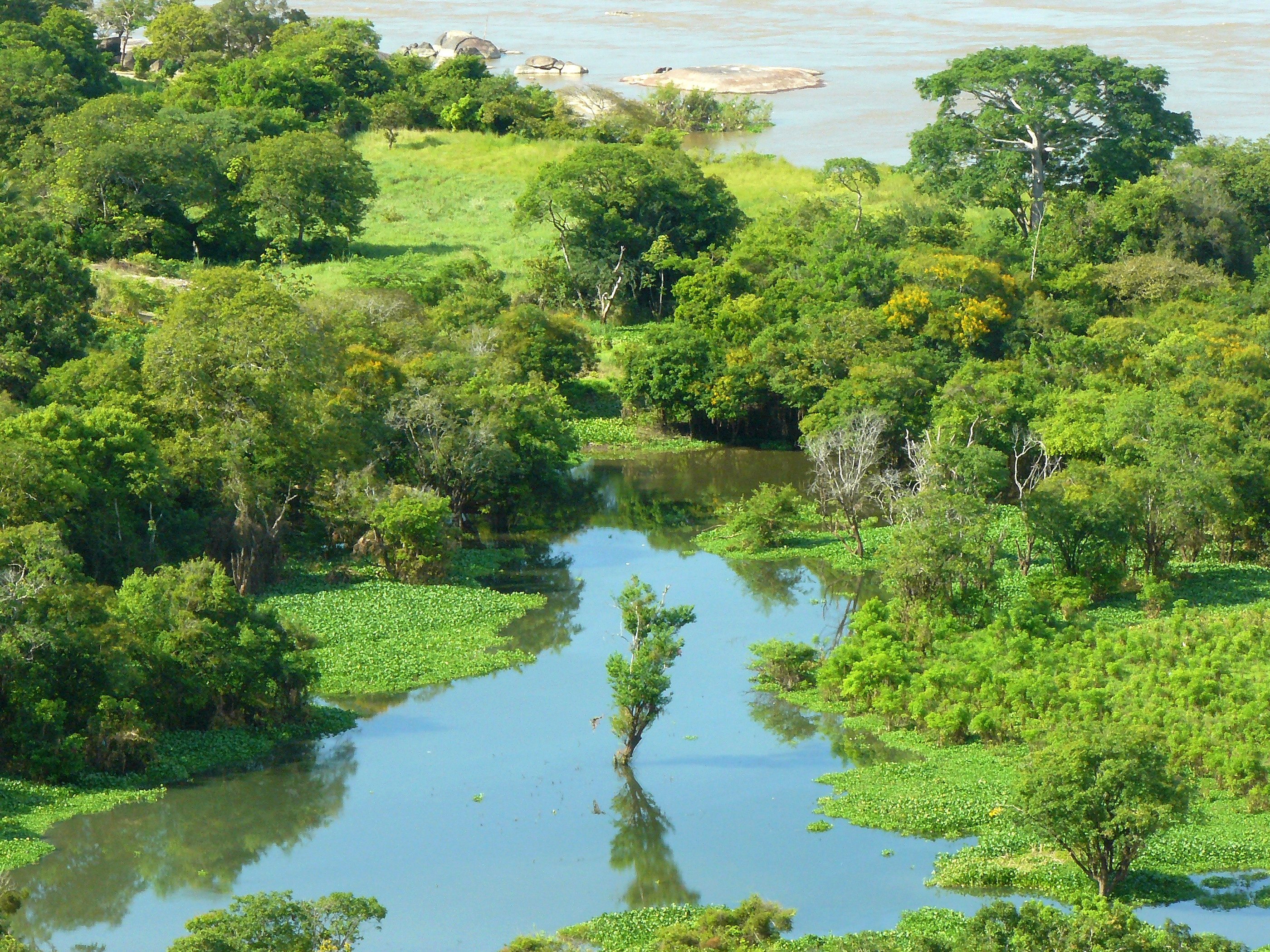
Extérieurs au Venezuela
L'Orénoque en Amazonie vénézuélienne.

- Période prises de vue : 29 mai au 3 août 1989[3].
- Extérieurs : Amazonie vénézuélienne-Guyane vénézuélienne[5].